# Jay Spearing
Jay Francis Spearing (ur. 25 listopada 1988 w Wallasey) – angielski piłkarz występujący na pozycji pomocnika, wychowanek Liverpoolu.

## Kariera

### Początek kariery
Urodzony w Wallasey, Spearing był kapitanem Liverpoolu U-18 z którym wygrał FA Youth Cup w 2007 roku w spotkaniu z Manchesterem United, 4-3 po rzutach karnych. Rok wcześniej Liverpool ze Spearingiem w składzie przegrał w finale z Manchesterem City. Jay został wybrany najlepszym zawodnikiem Torneo di Renate, turnieju w którym uczestniczyły zespoły m.in. A.C. Milan i AC Parma. Po bardzo dobrych występach w akademii Liverpoolu, gdzie Spearing był wyróżniającym się zawodnikiem, został wcielony do rezerw Liverpoolu z którymi wywalczył mistrzostwo Premier Reserve League w sezonie 2007/2008.

### Liverpool
9 grudnia 2008 roku zadebiutował w barwach pierwszego zespołu Liverpoolu, wchodząc z ławki w spotkaniu Ligi Mistrzów z PSV Eindhoven, wygranym 3:1. Spearing wystąpił również w spotkaniu z Realem Madryt, wygranym przez The Reds 4:0. 31 marca 2009 roku, Rafael Benítez potwierdził informacje że Liverpool będzie chciał przedłużyć kontrakt ze Spearingiem. 6 lipca 2009 roku, Spering zgodził się na warunki nowej umowy i przedłużył kontrakt z Liverpoolem o 3 lata.
22 września 2009 r. Jay zaliczył swój pierwszy występ w barwach Liverpoolu od początku spotkania przeciwko Leeds United w Carling Cup. Liverpool wygrał 1:0 dzięki bramce Spearinga, który po meczu powiedział: „Mam nadzieję że pokazałem prezesom, kierownikom oraz kibicom Liverpoolu, że potrafię grać dobrze również w pierwszej drużynie”. 17 października 2009 roku Jay zaliczył debiut w Premier League w spotkaniu na Stadium of Light z Sunderlandem AFC, gdzie później został zmieniony przez Javiera Mascherano. Po meczu otrzymał nagrodę Man Of The Match od dziennikarzy na oficjalnej stronie The Reds. 28 października rozegrał całe spotkanie w Carling Cup z Arsenalem.

### Leicester City
22 marca 2010 roku, Jay Spearing został wypożyczony do Leicester City do końca sezonu 2009/2010, razem z innym zawodnikiem Liverpoolu, Jackiem Hobbsem, którym przeszedł tam na zasadzie transferu definitywnego. 24 marca 2010 roku, Jay zaliczył debiut w barwach Leicester City w spotkaniu Championship z Reading, które Lisy przegrały 1:2. W czasie wypożyczenia do Leicester City, Jay zaliczył 9 występów oraz strzelił jedna bramkę w spotkaniu z Watford F.C., wygranym 4:1.

### Liverpool (po wypożyczeniu)
Po powrocie z wypożyczenia z Leicester City, Jay zaliczył występ w spotkaniu z FK Rabotniczki Skopje w Lidze Europy. 16 września 2010 roku, znów zagrał pełne 90 minut w meczu Ligi Europy ze Steauą Bukareszt, wygranym 4:1. 21 października zagrał pełne 90 minut w barwach Liverpoolu podczas meczu fazy grupowej Ligi Europy z SSC Napoli, zremisowanym 0:0.
W sezonie 2011/2012 Spearing zdobył z drużyną klubową Puchar Ligi Angielskiej.

### Bolton Wanderers
Po transferach do Liverpoolu Joe Allena oraz Nuriego Şahina Spearing stracił miejsce w składzie The Reds. Ostatniego dnia letniego okienka transferowego, 31 sierpnia 2012 roku ogłoszono całosezonowe wypożyczenie angielskiego pomocnika do drużyny spadkowicza z Premier League – Bolton Wanderers.
Po sezonie, w którym występy przyniosły Spearingowi tytuł zawodnika roku w klubie, Bolton zdecydował się na wykupienie wychowanka Liverpoolu. Zawodnik podpisał z nowym zespołem czteroletni kontrakt.

## Statystyki kariery
Aktualne na dzień 9 sierpnia 2013 r.
| 2008/09            | Liverpool          | Premier League     | 0  | 0 | 0 | 0 | 0 | 0 | 2  | 0 | 2   | 0 |
| 2009/10            | Liverpool          | Premier League     | 3  | 0 | 0 | 0 | 2 | 0 | 0  | 0 | 5   | 0 |
| 2009/10            | Leicester (wyp.)   | Championship       | 7  | 1 | 0 | 0 | 0 | 0 | –  | – | 9   | 1 |
| 2010/11            | Liverpool          | Premier League     | 11 | 0 | 0 | 0 | 1 | 0 | 8  | 0 | 20  | 0 |
| 2011/12            | Liverpool          | Premier League     | 16 | 0 | 4 | 0 | 5 | 0 | –  | – | 25  | 0 |
| 2012/13            | Liverpool          | Premier League     | 0  | 0 | 0 | 0 | 0 | 0 | 3  | 0 | 3   | 0 |
| 2012/13            | Bolton (wyp.)      | Championship       | 37 | 2 | 2 | 0 | 0 | 0 | –  | – | 39  | 2 |
| 2013/14            | Bolton             | Championship       | 0  | 0 | 0 | 0 | 0 | 0 | –  | – | 0   | 0 |
| Łącznie w karierze | Łącznie w karierze | Łącznie w karierze | 74 | 3 | 6 | 0 | 8 | 0 | 13 | 0 | 103 | 3 |